# Hughesinia chusqueae
Hughesinia chusqueae är en svampart som beskrevs av J.C. Lindq. & Gamundí 1970. Hughesinia chusqueae ingår i släktet Hughesinia, divisionen sporsäcksvampar och riket svampar.   Inga underarter finns listade i Catalogue of Life.